# 1891 aux Territoires du Nord-Ouest
Chronologie des Territoires du Nord-Ouest
- 1887
- 1888
- 1889
- 1890
- 1891
- 1892
- 1893
- 1894
- 1895

Cette page concerne des événements d'actualité qui se sont produits durant l'année 1891 dans le territoire canadien des Territoires du Nord-Ouest.

## Politique

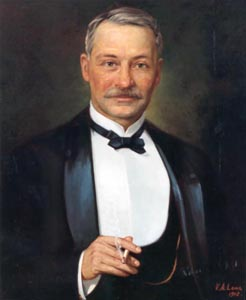
Frederick Haultain

- Premier ministre : Robert Brett (Président du conseil du lieutenant-gouverneur) puis Frederick W. A. G. Haultain (Président du conseil exécutif)
- Commissaire :
- Législature :

## Événements
- Recensement canadien de 1891 : les Territoires du Nord-Ouest comptent 98 967 habitants. La colonisation y est réduite à une étroite bande autour de la voie ferrée et à quelques foyers dans la vallée de la Saskatchewan du Nord.